# Juventude (2008)
Juventude é um filme brasileiro de 2008, do gênero comédia dramática, dirigido por Domingos de Oliveira.

## Sinopse
Três amigos se reencontram após vários anos e ficam relembrando seus tempos de juventude.

## Elenco
- Paulo José ............ David
- Domingos de Oliveira... Antônio
- Aderbal Freire Filho... Ulisses
- Aleta Gomes Vieira
- Edward Boggiss